# 唐津市立平原小学校
唐津市立平原小学校（からつしりつ ひらばるしょうがっこう）とは、佐賀県唐津市浜玉町平原乙にある市立の小学校。

## 概要
歴史
1876年（明治9年）に「川上小学校」として創立。数回の改編・改称を経て、現校名になったのは2005年（平成17年）。2026年（令和8年）に創立150周年を迎える。
校章
中央に校名の「平」と「小」を図案化したものを置いている。
校歌
歌詞は4番まであり、校名は歌詞中に登場しない。
校区
住所表記で「唐津市浜玉町」の後に「平原甲の内柳瀬を除いた地域、平原乙及び鳥巣」が続く全域。中学校区は唐津市立浜玉中学校。

## 沿革
- 1876年（明治9年）10月 - 「川上小学校」が創立。
- 1888年（明治21年）2月 - 「尋常第九区平原小学校」と改称。尋常科（4年制）を設置。
- 1892年（明治25年）4月 - 「平原尋常小学校」と改称。
- 1897年（明治30年）4月 - 鳥巣分校を設置。
- 1908年（明治41年）4月 - 改正小学校令により、尋常科（義務教育年限）が4年から6年に延長される。
- 1909年（明治42年）5月 - 校舎を一棟増築。
- 1924年（大正13年）4月 - 教育後援会が発足。
- 1932年（昭和7年）10月 - 校舎を増築。
- 1941年（昭和16年）4月1日 - 国民学校令の施行により、「平島国民学校」に改称。尋常科を初等科に改める（初等科6年）。
- 1947年（昭和22年）4月1日 - 学制改革が行われ、国民学校初等科が「玉島村立平原小学校」に改組される。
- 1949年（昭和24年）10月 - 公民館兼講堂が完成。
- 1954年（昭和29年）2月 - 西校舎が完成。
- 1956年（昭和31年）9月30日 - 町村合併により、「浜崎玉島町立平原小学校」に改称。
- 1957年（昭和32年）10月 - プールが完成。
- 1958年（昭和33年）10月 - 完全給食を開始。
- 1960年（昭和35年）3月 - 学校園を造園。
- 1966年（昭和41年）11月1日 - 町名変更により、「浜玉町立平原小学校」に改称。
- 1972年（昭和47年）1月 - 給食センターが完成。
- 1976年（昭和51年）2月 - 創立100周年記念式典を挙行。
- 1978年（昭和53年）4月 - 特殊学級を設置。
- 1981年（昭和56年）
  - 3月 - 新校舎が完成。
  - 10月 - 体育館が完成。
- 1982年（昭和57年）
  - 3月 - 運動場を拡張。
  - 7月 - プールが完成。
- 1986年（昭和61年）2月 - 鳥巣分校校舎とへき地集会所が完成。

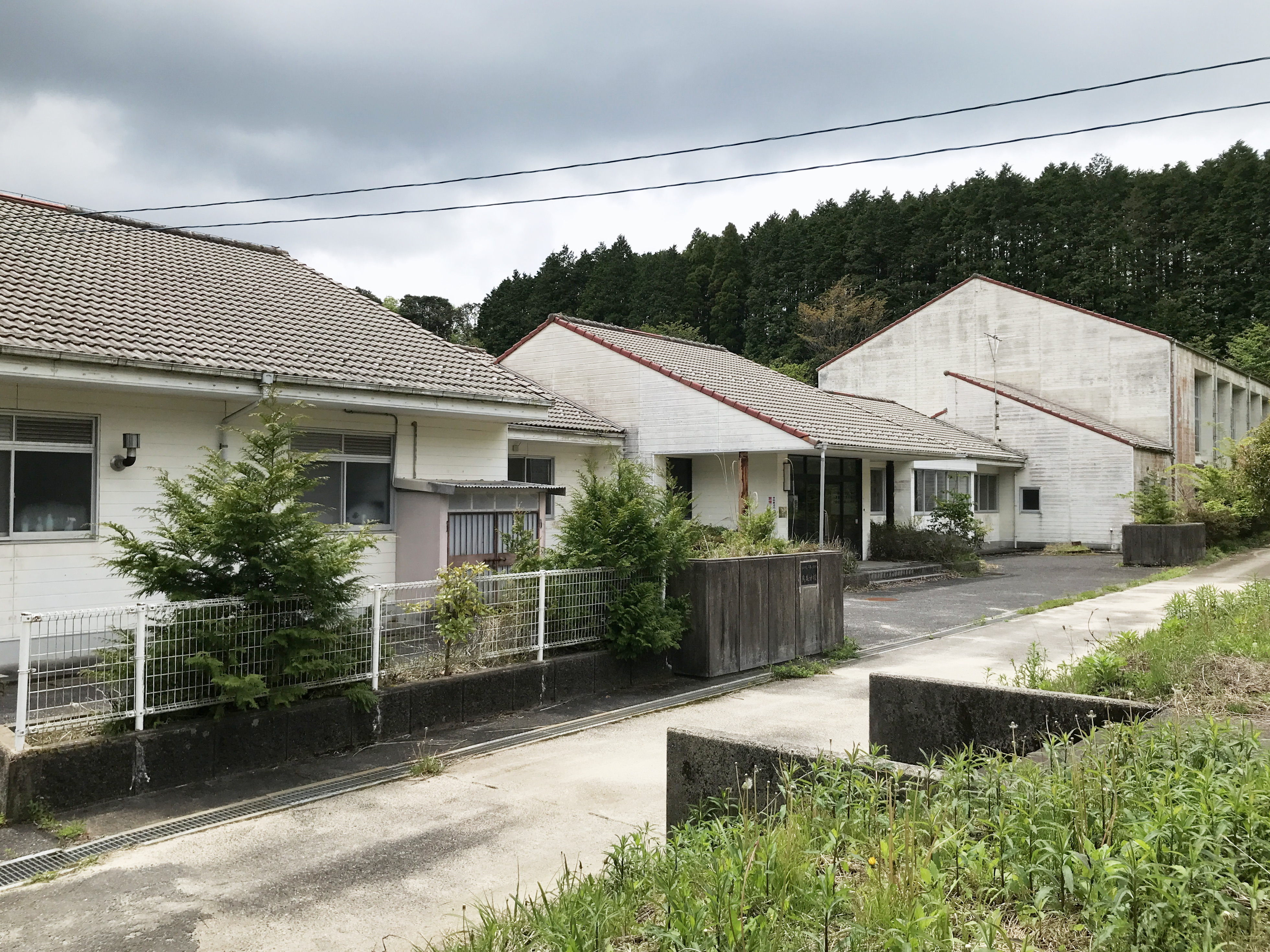
旧・鳥巣分校

- 1990年（平成2年）3月 - 鳥巣分校25mプールが完成。
- 1996年（平成8年）3月 - 「ほたるの里」を設置。
- 2005年（平成17年）1月1日 - 市町合併により、「唐津市立平原小学校」（現校名）に改称。
- 2013年（平成25年）10月 - 校舎および体育館に耐震化補強工事を実施。
- 2014年（平成26年）3月 - 鳥巣分校を廃止。
  - 鳥巣分校 最終所在地 - 佐賀県唐津市浜玉町鳥巣790番地3（北緯33度24分00.9秒 東経130度06分26.2秒 / 北緯33.400250度 東経130.107278度）

## 交通
最寄りの幹線道路
- 佐賀県道327号七山唐津線

## 周辺
- 延命寺
- 平原保育園

## 参考資料
- 「浜玉町史 下巻」（浜玉町史編集委員会 1994年（平成6年）3月発行）